# Apeadeiro de Castedo

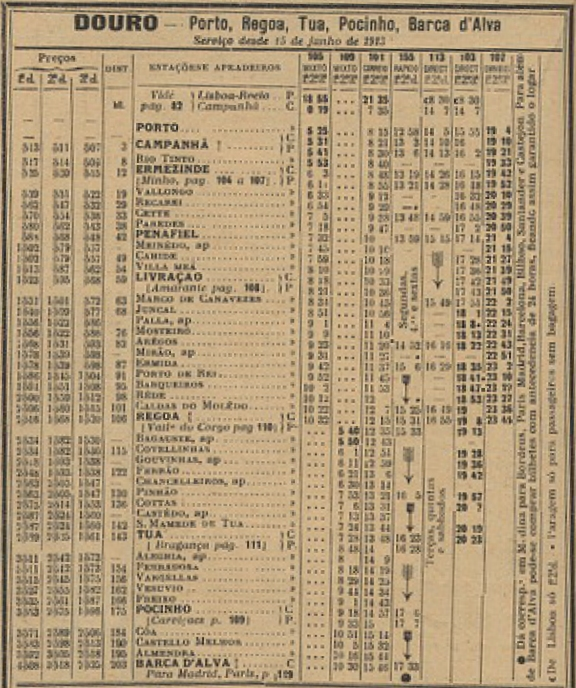
Horário de 1913, onde este apeadeiro surge com o nome contemporâneo: Castêdo

O Apeadeiro de Castedo, originalmente denominado de Castêdo, é uma interface encerrada da Linha do Douro, que servia a localidade de Castedo, no município de Alijó, em Portugal.

## História
Este apeadeiro situa-se entre as estações de Pinhão e Tua da Linha do Douro, tendo este troço entrado ao serviço em 1 de Setembro de 1883. A Gazeta dos Caminhos de Ferro de 1 de Fevereiro de 1889 noticiou que o apeadeiro de Castedo iria ser aberto ao serviço de pequena velocidade.

Foi oficialmente eliminado da rede ferroviária em 20 de Outubro de 2011.